# ガヤー県
ガヤー県（英語：Gaya district）は、インドビハール州にある県。
ビハール州の州都パトナから100キロ南方に位置する。中心となるガヤー市は、州内で2番目に大きい都市（人口470,839人）で、ガヤー地区とマガダ地区の中枢をなす。
仏教の八大聖地のひとつ、ブッダガヤもこの県に属する。